# Roberto Guerrero (ciclista)
Roberto Serafín Guerrero Vigliano (Buenos Aires, 10 de outubro de 1923 — Medellín, 10 de julho de 2011) foi um ciclista olímpico argentino.
Guerrero representou sua nação no evento de perseguição por equipes (4.000 m) nos Jogos Olímpicos de Verão de 1948, em Londres.